# Gmina Czernica
Die Gmina Czernica ist eine Landgemeinde im Powiat Wrocławski der Woiwodschaft Niederschlesien in Polen. Ihr Sitz ist das gleichnamige Dorf (deutsch Tschirne) mit etwa 1000 Einwohnern.

## Geographie

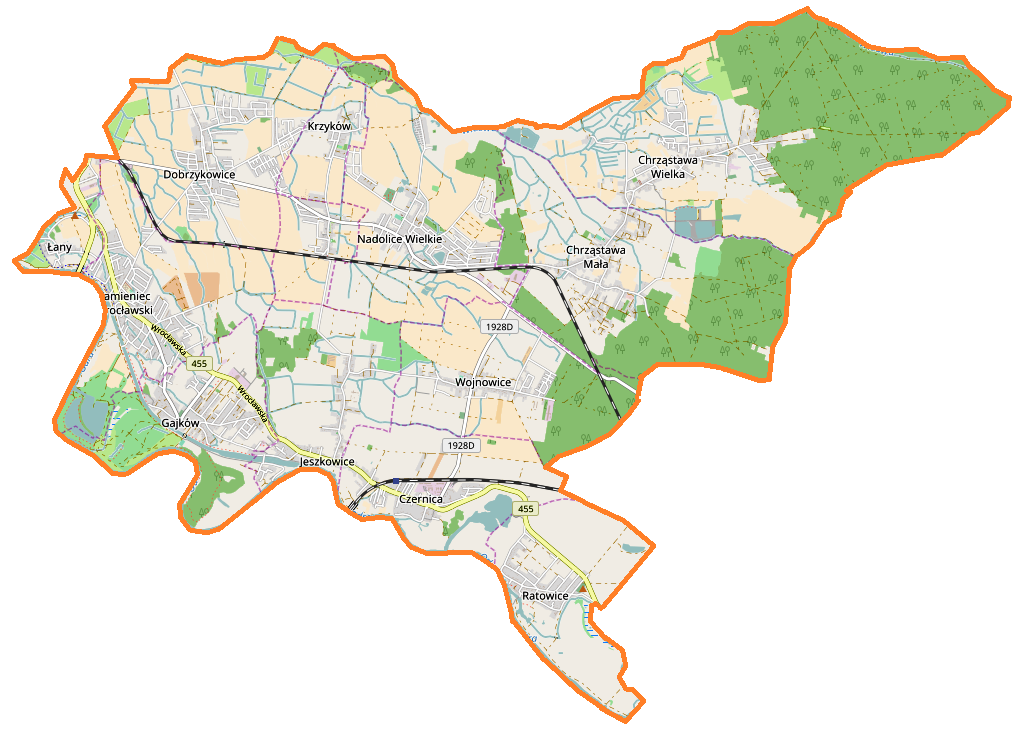
Karte der Gemeinde

Die Gemeinde liegt im Osten der Woiwodschaft. Nachbargemeinden sind die Woiwodschaftshauptstadt Breslau im Westen, Długołęka im Norden, Oleśnica im Nordosten, Jelcz-Laskowice im Osten, Oława im Südosten und Siechnice im Süden.
Die Landgemeinde hat eine Fläche von 84,2 km², von dieser werden 65 Prozent land- und 19 Prozent forstwirtschaftlich genutzt. Die Oder (Odra) bildet streckenweise die Westgrenze der Gemeinde.

## Geschichte
Die Gemeinde wurde 1973 aus Gromadas gebildet und gehörte bis 1975 zum Powiat Oławski. Von 1975 bis 1998 kam sie zur Woiwodschaft Breslau. Der Powiat wurde in dieser Zeit aufgelöst. Im Jahr 1999 kam die Landgemeinde zur Woiwodschaft Niederschlesien und zum Powiat Wrocławski.

## Gliederung
Die Landgemeinde (gmina wiejska) Czernica mit 17.638 Einwohnern (Stand 31. Dezember 2020) besteht aus 13 Dörfern mit Schulzenämtern (sołectwa). Diese sind (deutsche Namen bis 1945):
- Chrząstawa Mała (Marienkranst, 1937–1945 Marienwald)
- Chrząstawa Wielka (Klarenkranst, 1937–1945 Klarenwald)
- Czernica (Tschirne, 1937–1945 Großbrück)
- Dobrzykowice (Wüstendorf)
- Gajków (Margareth)
- Jeszkowice (Jäschkowitz, 1937–1945 Lengefeld)
- Kamieniec Wrocławski (Steine)
- Krzyków (Krichen)
- Łany (Lanisch)
- Nadolice Małe (Klein Nädlitz, 1937–1945 Nädlau)
- Nadolice Wielkie (Groß Nädlitz, 1937–1945 Nädlingen)
- Ratowice (Rattwitz)
- Wojnowice (Zindel)

## Verkehr
Durch den Hauptort und entlang der Oder verläuft die Woiwodschaftsstraße DW455.
An der Bahnstrecke Opole–Wrocław besteht der Bahnhof Czernica Wrocławska. Die nördlich verlaufende Bahnstrecke Wrocław Osobowice–Jelcz Miłoszyce mit den Stationen Dobrzykowice Wrocławskie, Nadolice Małe, Nadolice Wielkie und Chrząstawa Wielka soll revitalisiert werden.
Der nächste internationale Flughafen ist Breslau.